# Tyreese Blunt
Tyreese Blunt (* 3. Juni 2002) ist ein deutsch-US-amerikanischer Basketballspieler.

## Werdegang
Blunt war Jugendspieler des SV Möhringen und spielte später für die Mannschaft der Basketball-Akademie Ludwigsburg sowie ab 2018 im Herrenbereich für die BSG Ludwigsburg (2. Regionalliga). Er wurde in das erweiterte Aufgebot des Bundesligisten MHP Riesen Ludwigsburg aufgenommen und bestritt im Mai 2021 seinen ersten Einsatz in der höchsten deutschen Spielklasse.
Beim Drittligisten BBC Coburg empfahl sich Blunt im Spieljahr 2021/22 als Stammspieler (8,5 Punkte je Begegnung) für den Bundesligisten Brose Bamberg, der ihm in der Sommerpause 2022 einen Platz in seinem Aufgebot verschaffte, um gleichzeitig weiterhin mittels einer Doppellizenz in Coburg Einsatzzeit zu sammeln.
Im Sommer 2023 wurde Blunt vom Bundesligisten Telekom Baskets Bonn verpflichtet, der ihm ein Zweitspielrecht für Einsätze beim Drittligisten Dragons Rhöndorf verschaffte. Blunt war in der Saison 2023/24, in der er mit Rhöndorf die Hauptrunde der 2. Bundesliga ProB Süd auf dem ersten Tabellenrang abschloss und Ende Mai 2024 durch zwei Endspielsiege gegen Köln Meister wurde, Rhöndorfs bester Korbschütze (16,2 Punkte je Begegnung).
Nach seinen guten Leistungen im Rhöndorfer Trikot wechselte Blunt im Sommer 2024 ins Aufgebot des Bundesliga-Absteigers Crailsheim Merlins.

### Nationalmannschaft
Blunt wurde 2022 in die deutsche U20-Nationalmannschaft berufen und sammelte im selben Jahr Länderspielerfahrung.

## Titel
- Meister der ProB: 2024 (mit den Dragons Rhöndorf)

## Auszeichnungen
- Eurobasket.com „Player of the Year“ der ProB: 2024[14]
- Eurobasket.com „Defensive Player of the Year“ der ProB: 2024[15]